# Jean de Cambrai
Jean de Cambrai (né à Roupy, documenté de 1375 à 1403 - mort en 1438 à Bourges) est un sculpteur gothique d'origine picarde, ymagier au service du duc Jean de Berry de 1386 à 1416.
Il passe souvent pour l'élève ou le successeur d'André Beauneveu - même si aucune documentation ne l'étaye, seuls la différence d'âge et le fait qu'ils aient été tous deux imagiers du duc pendant quinze ans (1386-1402). Les deux ateliers travaillent plus vraisemblablement en parallèle, se répartissant les nombreux chantiers du duc, Jean de Cambrai intervenant principalement sur celui de la Sainte-Chapelle de Bourges jusqu'à la mort de son protecteur (1391-1416).
Les œuvres de Jean de Cambrai sont paradoxales : au cœur d’une période, le gothique international, caractérisée par la recherche du mouvement, la fantaisie, voire la bizarrerie, elles sont d'une grande sobriété, remarquables par la rigueur de construction géométrique des volumes, une simplicité des formes qui va presque jusqu’à l’abstraction (cf. les vêtements réduits à des combinaisons de grands aplats et de long plis parfaitement cannelés), unies à une grande retenue de l'expression (cf. celle des mouvements des pleurants du tombeau du duc, ou la douceur des visages de la Vierge et de l'Enfant de la Madone des Célestins).
Mais l’œuvre sait aussi se montrer réaliste, notamment dans la facture des visages (cf. la laideur de la face du gisant du duc).
S'opposant à la leçon bourguignonne, passionnée, de Champmol, majoritairement suivie au XVe siècle, son œuvre perpétue l'alternative d'un art français, qui, transmis notamment via Philippe Colombe présent à Bourges de 1434 à 1457, à son fils Michel Colombe (Bourges, c.1430 - Tours 1515), s'épanouira dans le contexte tourangeau (cf. Guillaume Regnault reprenant l'atelier de Michel Colombe).

## Biographie
On suppose qu’il naquit dans la petite ville de Picardie, Roupy, près de Saint-Quentin, car un document de 1375-76 le mentionne comme Jehan de Rouppy, tailleur de pierre franque travaillant à la sculpture de la cathédrale de Cambrai. Dans un livre de compte de 1387, il est encore nommé Jehan de Rouppy de Cambrai puis simplement Jean de Cambrai.
En 1386, on le retrouve à Bourges en tant qu'ymagier de Jean de France, duc de Berry (percevant 15 francs par mois), titre et somme qui montrent déjà une forme de reconnaissance, qui plus est, reconductible : 

« A Jean Rupy de Cambray imagier de mond. Sgr pour ses gages de 15 francs par mois pour ouvrier de son mestier à Bourges ou ailleurs où il plaira à Mond. Sgr en certaines choses a luy enchargées faire de son office tant qu'il plaira a Mgr et qu'il vaquera es besoignes de Mgr et non aillieurs, par mandemant du 26 septembre 1386 à 1387 et suivant. »

— Gauchery (1894), reprise par Erlande-Brandeburg (1980)
Vers 1390, Jean de Berry commence les travaux de la Sainte-Chapelle de Bourges, inaugurant un chantier décoratif sur lequel Jean de Cambrai a vraisemblablement beaucoup œuvré voire dirigé.
1397, son ascension sociale se confirme : il loge dans l'une des maisons du Duc, et Jehan de Rupy autrement de Cambray porte le titre envié de varlet de chambre de Mgr le duc de Berry.
Un document relatif au tombeau de Bertrand du Guesclin à la basilique Saint-Denis, en 1397, mentionne « [...] Jean de Cambray, carrier pour une tumbe de liaiz, par lui amené des carrières de Notre-Dame des Champs [...] »,.
Dans un État de la Maison du duc, daté de 1401-1402, il apparaît parmi les trente-trois valets de chambre en tant qu'imagier.
Avant 1403, il épouse Marguerite Chambellan, apparentée à la meilleure bourgeoisie de la ville (cf. son épitaphe). Il s'affirme ainsi comme l'ancêtre de la famille de Cambrai/Cambray, adoptant des armoiries de gueules à trois cérots d'or, 2 et 1,.

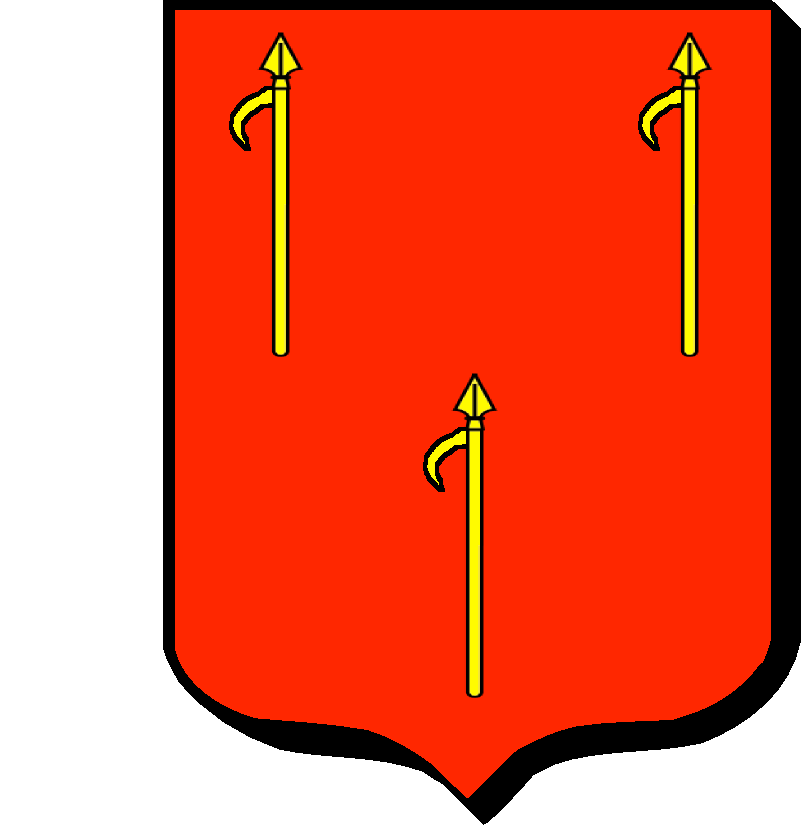
Blason famille de Cambray (Berry).

Le 19 janvier 1403, Jean de Cambrai reçoit de Charles VI l'ordre de la Cosse de genêts - distinction, parcimonieusement attribuée par le roi qu'il doit vraisemblablement en grande part à son mariage avec Marguerite Chambellan : 

« Charles par la grâce de Dieu roy de France, à tous ceux qui ces présentes lettres verront, salut, savoir faisons, que pour le bon rapport et témoignage qui fait nous a été de Jean de Rouppy dit de Cambrai Ecuyer, et de bonne et noble génération dont il est issu et procrée, nous luy avons donné et octroyé, donnons et octroyons de grâce spéciale, par ces présentes, congé et licence qu'il porte et luy laisse porter notre ordre du Collier de la Geneste, par toutes les Festes et compagnies qui luy plaira et bon luy semblera, sans qu'il soit ou puisse être repris et empêché en aucune manière. Donné a Paris, le 19 janvier 1403. Par le roy. Ferron scellé en placard de cire rouge. »

— cité par Thaumas de la Thaumassière
Toujours en 1403, le Duc de Berry décide de faire de la Sainte-Chapelle de Bourges son lieu de sépulture : on suppose que c'est à ce moment-là que Jean de Cambrai se voit confier la réalisation du tombeau du duc.
Aucun document le concernant n'a été retrouvé entre 1403 et sa mort.
Le 17 avril 1408, Jean de Montaigu, grand maître de France sous Charles VI dédicace solennellement le monastère des Célestins à Marcoussis - à cette occasion le duc de Berry offre à son ami une Vierge à l'Enfant. Cette sculpture, actuellement conservée en l'église Sainte-Marie-Madeleine de Marcoussis, possède nombre des caractéristiques du style de Jean de Cambrai.
Sa femme meurt en 1413 (cf. son épitaphe).
À la mort du duc de Berry (1416), il est vraisemblable que, faute de paiement, il s'arrête de travailler au tombeau du duc - le tombeau est en tous cas, resté inachevé, lorsqu'en 1449 Charles VII qui désire achever la sépulture de son grand-oncle, achète à ses héritiers l'« ymaige d'albastre de ladite sépulture qu'ilz avoient d'entre eulx ». Le tombeau du duc est ainsi l'unique œuvre documentée de Jean de Cambrai.
Après 1416, il aurait travaillé pour le roi Charles VII si l'on en croit le témoignage de Chaumeau (1566).
Il meurt en 1438, inhumé en l'église des Cordeliers à Bourges, église aujourd'hui détruite. Son épitaphe nous a cependant été conservée grâce à la retranscription de Thaumas de la Thaumassière (1689), : 

« Cy devant git Jean de Rouppy dit de Cambrai jadix Valet de chambre de très haut et très puissant Prince Jean fils du Roys de France, premier duc de Berry, lequel de Cambray trépassa l'an de grâce 1438 et de Marguerite Chambellan sa femme, fille de très noble bourgeois et bourgeoise David Chambellan et Margot de Clamecy, laquelle Marguerite trépassa le 7 de septembre de l'an de grâce 1413. Dieu ait leurs âmes et de tous les trépassés. »

### Descendance
Son fils aîné Jean II de Cambray devint panetier de Charles VII puis conseiller et maître de comptes de Charles, duc de Berry - il est le père de Guillaume de Cambray, archevêque de Bourges de 1492 à 1505.
Un autre fils Étienne de Cambray devint évêque d'Agde de 1448 à 1460.

## Son œuvre

### Tombeau du duc Jean de Berry(1404-16)

#### Le gisant du duc
Le duc de Berry a longtemps hésité sur le choix de son lieu de sépulture : grâce à un document émanant de Philippe le Hardi, frère du duc, nous savons qu'il se fixe sur la Sainte-Chapelle de Bourges en 1403 au plus tard. Il est alors vraisemblable mais non documenté que le duc passe commande de son vivant à son imagier, le sculpteur Jean de Cambrai. Il est tout aussi vraisemblable qu'à la mort du duc en 1416, faute de paiement, Jean de Cambray s'arrête de travailler : nous savons qu'en 1449 Charles VII désireux d'achever la sépulture de son grand-oncle achète aux héritiers de Jean de Cambrai, 
« l'imaige d'albastre de ladicte sépulture qu'ils avaient d'entre eulz[...] » - à noter qu'en fait d'albâtre il s'agit de marbre. Commence alors une seconde campagne : le gisant est achevé - en albâtre cette fois - par des sculpteurs flamands parmi lesquels Etienne Bobillet et Paul Mosselman. La translation du tombeau dans la crypte de la cathédrale Saint-Étienne, lors de la destruction de la Sainte-Chapelle en 1756 a donné lieu à un procès-verbal établi par l'ingénieur Trézaguet,.
La Révolution entraîne de graves mutilation du tombeau : dispersion des pleurants, destruction des côtés avec les niches d’albâtre, mais le gisant échappe au vandalisme. Par la suite, François-Alexandre Hazé propose une reconstitution en 1840, avant celle de Paul Gauchery, en plâtre qui sera finalisée en 1920, cette dernière est aujourd'hui exposée au palais Jacques-Cœur.

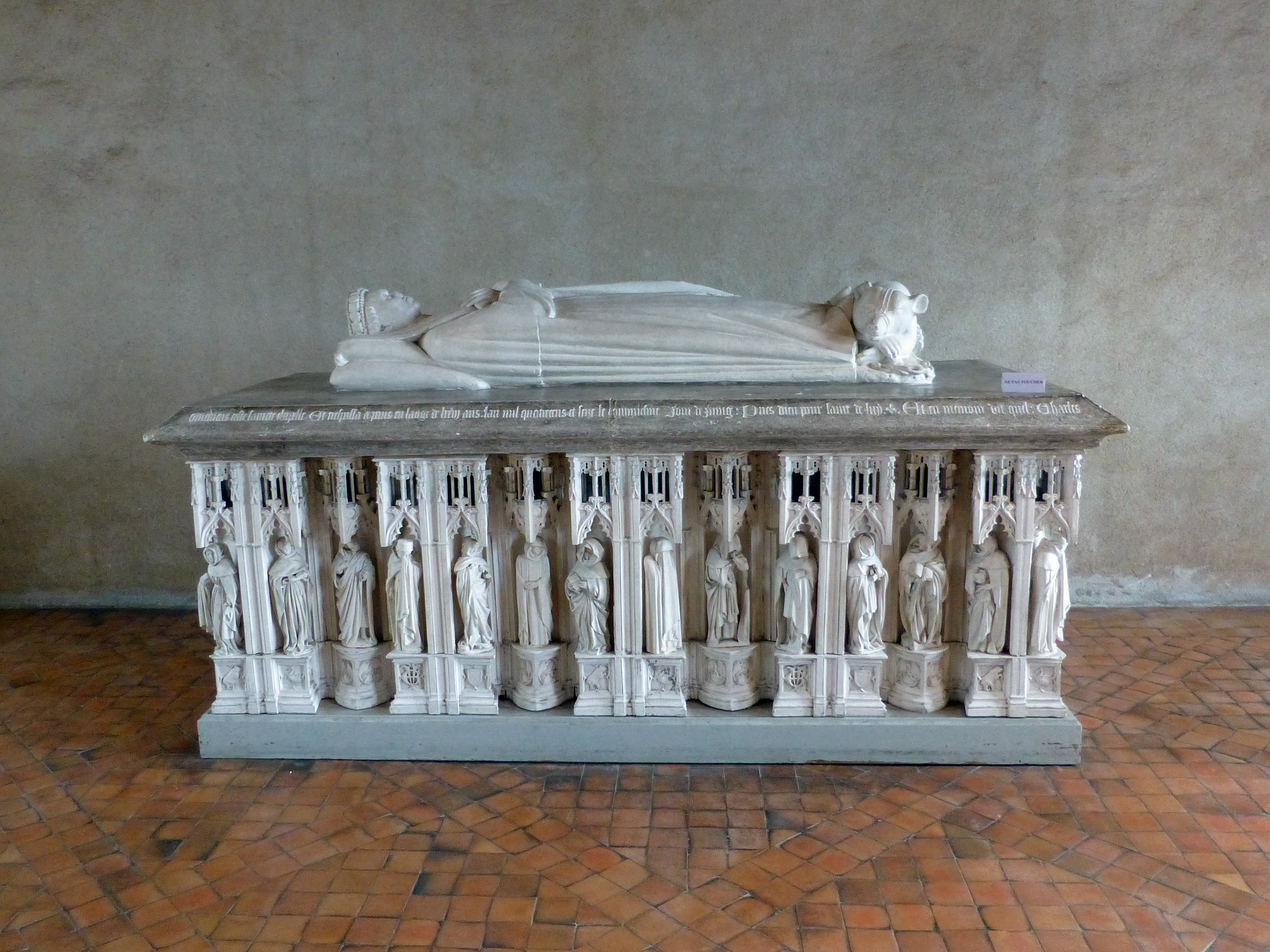
Proposition de reconstitution du gisant du duc de Berry de Gauchery, en plâtre (1920), palais Jacques-Cœur.
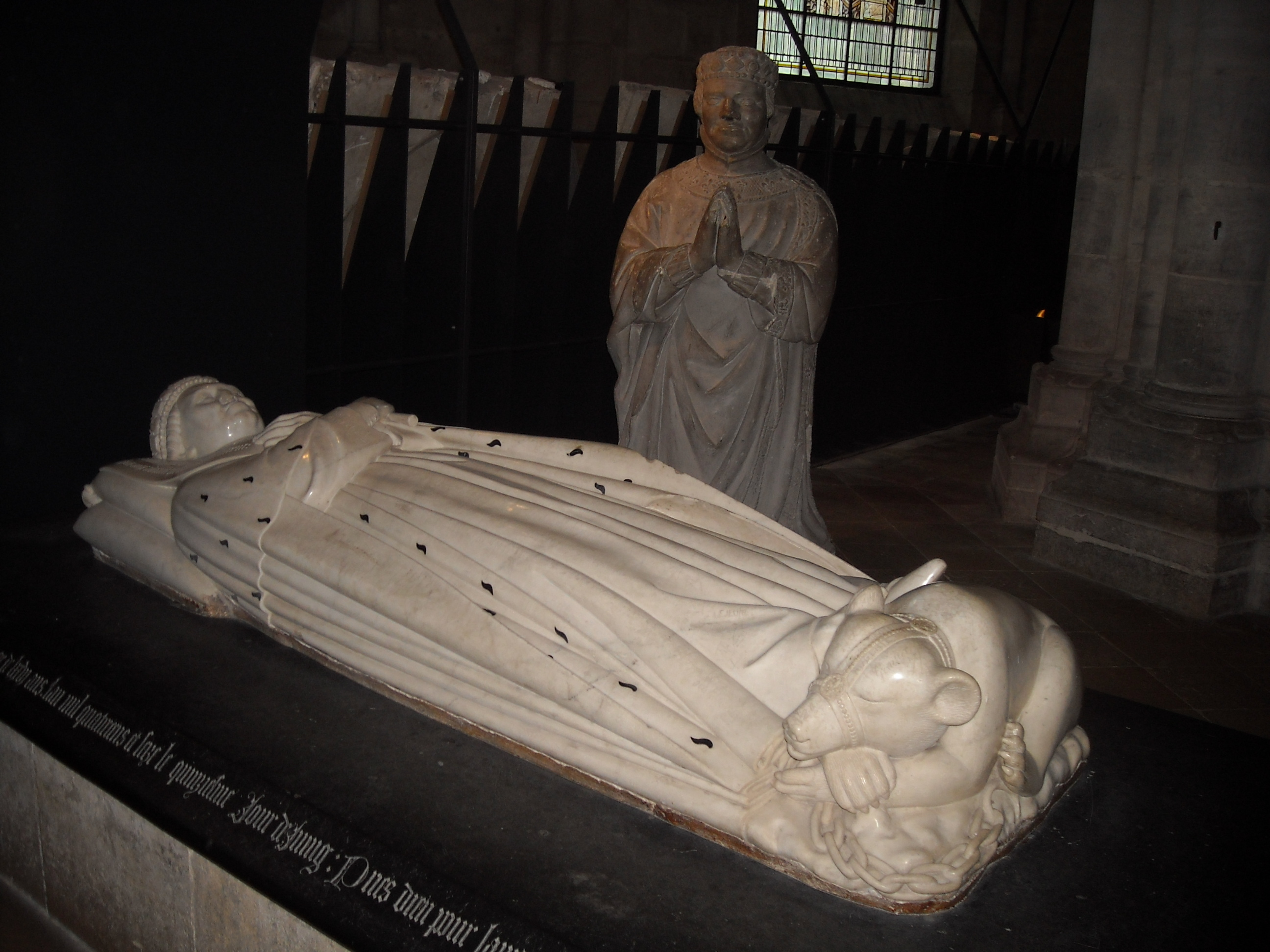
Tombeau du Duc Jean de Berry (Bourges, Cathédrale Saint-Étienne)
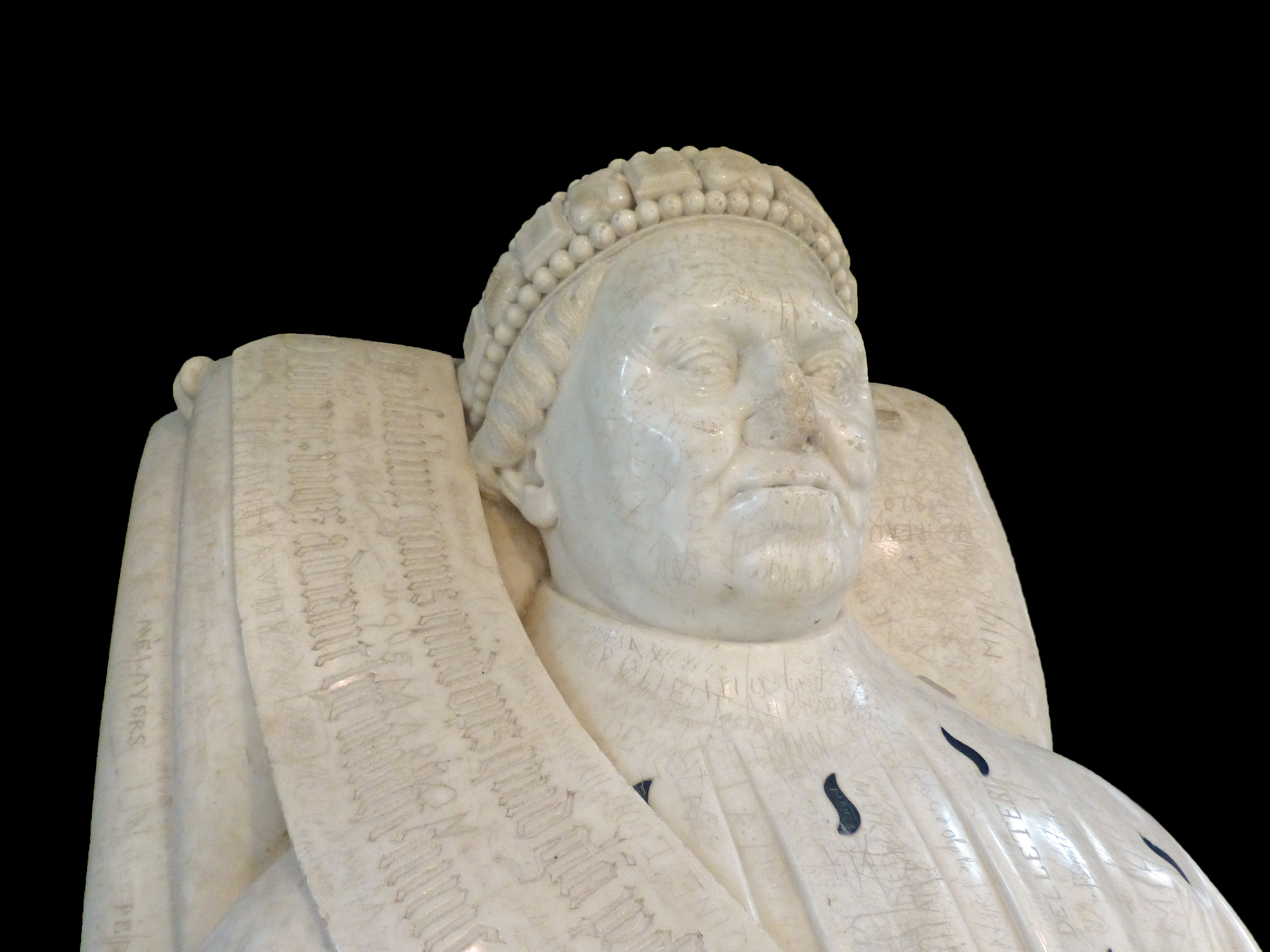
Tombeau du duc Jean de Berry - détail : le visage (Bourges, Cathédrale Saint-Étienne).
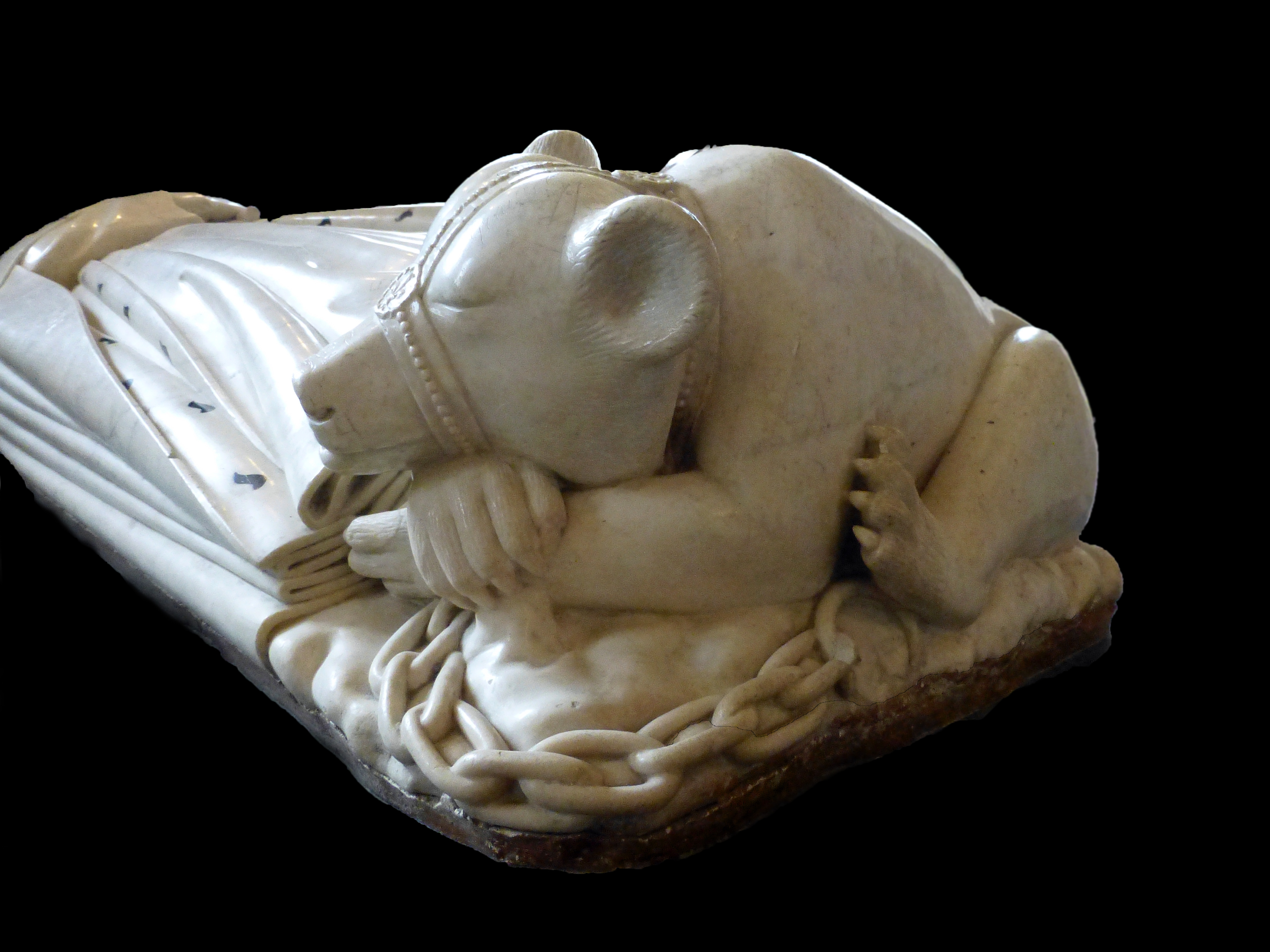
Tombeau du duc Jean de Berry - détail : L'ours (Bourges, Cathédrale Saint-Étienne).

La juxtaposition de volumes géométriques, le traitement abstrait et le poli des drapés et enfin le réalisme du portrait du Duc définissent les caractéristiques du style de Jean de Cambrai.
La tête, le corps et l'ours semblent formés de trois volumes simplement mis bout à bout et non liés. Le traitement des draperies accentue cette conception schématique : elles enveloppent de leur masse rigide le corps qu'elles recouvrent en le faisant disparaître derrière une sorte de carapace. Les mains sont dégagées sans que le mouvement de la draperie soit interrompue « Le sculpteur a renoncé au mouvement qui briserait la ligne de son œuvre ».
Quant à la face malheureusement mutilée du gisant, elle se caractérise par son réalisme, jointe à une accentuation des traits et des volumes, signifiant tour à tour l'affirmation des muscles et l'affaissement des chairs. Le jeu varié des rides est original : des rides profondes de part et d'autre du nez ; des rides juste incisées, superficielles sur le front ; des rides formant des demi-cercles concentriques très réguliers autour du globe oculaire avant de remonter en patte d'oie vers les tempes...
À noter qu'aux pieds du duc Jean de Berry, le traditionnel lion (symbole de force mais aussi de la résurrection) est remplacé par un ours : cet unicum iconographique s'explique par l'emblématique du prince.
L’œuvre conserve quelques traces de polychromie et de dorure.
Il a été trouvé d'autres vestiges du tombeau en marbre - donc lié à la première campagne avant 1416 - notamment cinq pleurants mais aussi un gâble, tous attribués à Jean de Cambrai.

#### Les cinq pleurants de Jean de Cambray
Parmi les trente-cinq pleurants connus issus du tombeau de Jean du Berry, un groupe de cinq ont en commun d'être réalisés en marbre - comme le gisant, et de posséder à l'arrière une zone lisse et plate. Leur facture, notamment le traitement des drapés, leur grande sobriété rappelle inévitablement les caractéristiques de l'art de Jean de Cambrai.
Les trente autres en albâtre sont dus à plusieurs sculpteurs et ont été réalisés à la reprise de l'ouvrage voulue par Charles VII vers 1450.
Ces cinq pleurants sont actuellement répartis entre plusieurs musées :  
- Pleurant voilé, cachant son visage derrière ses mains voilées, Bourges, musée du Berry (inv. 1836.5.1)
- Pleurant de trois quarts, Bourges, musée du Berry (inv. 1836.5.2)
- Pleurant, Saint-Pétersbourg, Musée de l'Ermitage (inv. H.CK.324) (ancienne collection Basilewsky)
- Pleurant avec capuchon rabattu, Paris, musée du Louvre (inv. RF 2016-3-1) (ancienne collection Denys Cochin)
- Pleurant au rosaire, Paris, musée du Louvre (inv. RF 2016-3-2) (ancienne collection Denys Cochin)

« Nous retrouvons toujours le même personnage, un peu trapu, dont les formes disparaissent sous l'ample manteau tombant des épaules en plis onctueux, volontiers parallèles et rectilignes, sans aucun repli au contact du sol ; parfois seulement un geste sobre que l'on devine sous l'étoffe. »

— Pradel
Les volumes sont très simples, géométriques.
Le point culminant de cette tendance à l'abstraction est atteint avec les pleurants dont le corps paraît nié : ainsi l'extraordinaire Pleurant voilé.
Inimaginable sans le précédent du premier tombeau de Champmol, sa sobriété expressive l'oppose complètement à l’apparat funéraire dramatique des figures bourguignonnes.

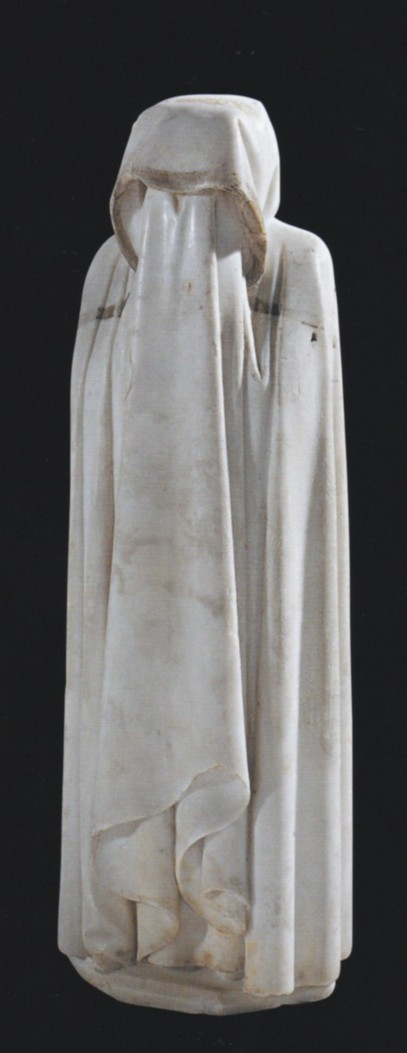
Pleurant voilé, cachant son visage derrière ses mains voilées, Bourges, musée du Berry (inv. 1836.5.1).

### Le sommeil des apôtres(v. 1400)

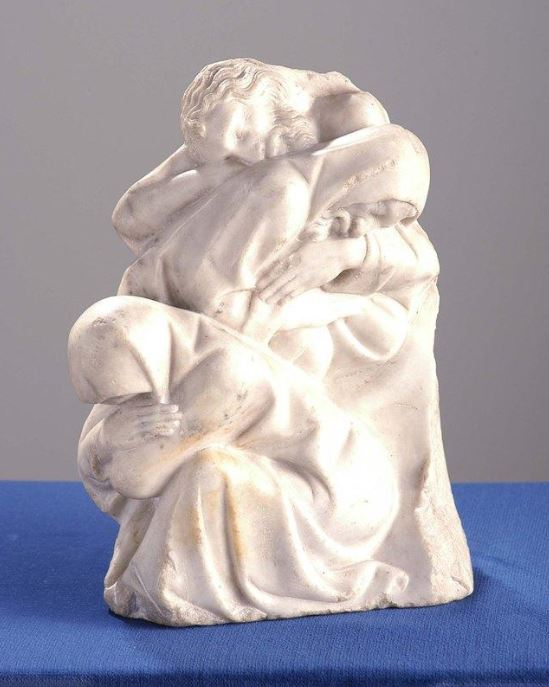
Jean de Cambrai, Le sommeil des apôtres (vers 1400), Bourges, musée du Berry.

Les longues mains et les drapés caractéristiques évoquent l'art de Jean de Cambrai, tandis que les visages rappellent celui du Christ du relief du musée du Louvre (Le Christ, entouré de chérubins, portant l'âme de sa mère R.F. 981). L'appartenance au dais du gisant du tombeau ducal ne peut être démontrée. Sans appartenir au tombeau, l’œuvre peut aussi provenir du décor d'un autel de la Sainte-chapelle de Bourges.

### Vierge des Célestins de Marcoussis (1408)

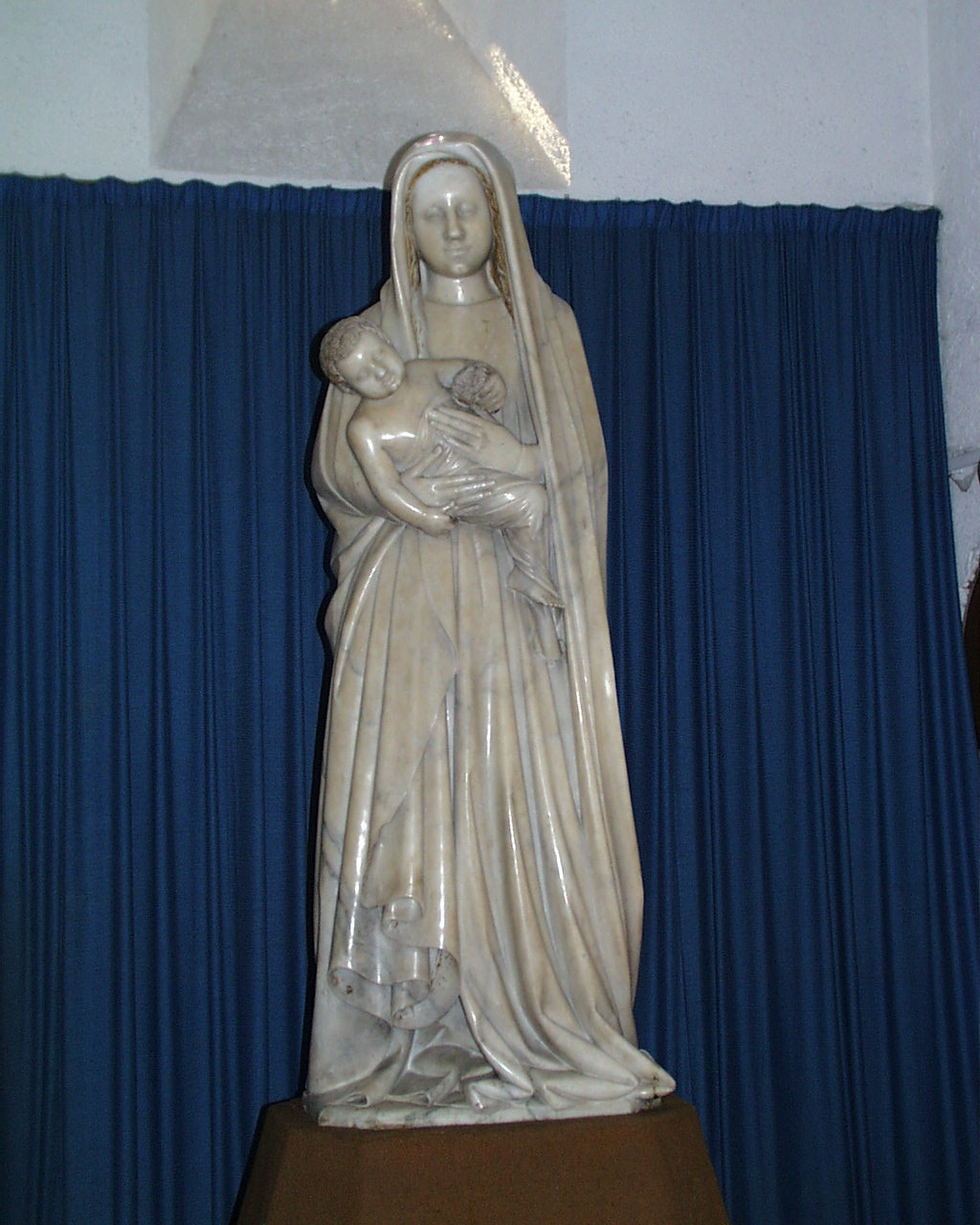
Jean de Cambrai, Notre-Dame de Grâce, église Sainte-Madeleine, Marcoussis.

Jean de Montaigu, grand maître de France sous Charles VI entreprend de construire à Marcoussis un monastère pour les Célestins.
Invité aux festivités de la dédicace (prévue le 17 avril 1408), le duc de Berry offre à son ami une image de nostre Dame de marbre ou d'albâtre blanc de six pieds de haut - dans les faits, la statue mesure 1,75 m soit un peu plus de 5 pieds. Aussi dénommée Notre-Dame-de-Grâce, elle est aujourd'hui conservée en l'église Sainte-Marie-Madeleine de Marcoussis.
L'iconographie est originale : la Vierge est debout - à une époque où la Vierge est toujours représentée assise, et porte sur son bras droit l'Enfant, ou plutôt le retient, car 
l'Enfant vif semble vouloir basculer comme s'il tentait de lui échapper, 
« mouvement d'une rare ingéniosité dont il n'existe pas d'équivalent dans la sculpture contemporaine ».
Le goût si marqué de Jean de Cambrai pour les formes simples, fondées sur des juxtapositions de volumes se manifeste par la position de l'enfant, le bras de la Vierge placés tous deux au milieu du corps de la Vierge, pour limiter le déhanchement provoqué par le poids de l'enfant, et ainsi accentuer à la fois le rythme vertical et la pure composition géométrique - pyramidale - de l’œuvre.
La sensibilité du sculpteur éclate dans le visage serein et gracieux de la Vierge,, qui, pour Baudoin, « avec son modelé plein, ses yeux en amande, son grand front et son menton à fossette, [...] s'inscrit dans la tradition de Beauneveu, définie par la Sainte Catherine de Courtrai ».
À noter également le traitement des mains aux très longs doigts dont les phalanges ne sont pas clairement séparées très similaire à ceux du Pleurant au rosaire (du Louvre) et des apôtres dans le Sommeil des apôtres.
Autre trait caractéristique de l’œuvre de Jean de Cambrai est la composition recherchée du vêtement de la Vierge.
Au sommet il est voile, écrin, entourant délicatement le visage de la Vierge. Et si son pan gauche plonge de toute la hauteur, le pan droit montre d'abord les arabesque des plis retroussés autour du bras supportant l'Enfant; puis naissant sous le bras, les plis cannelés qui s'amplifient en descendant - selon un principe déjà remarqué dans les pleurants, le gisant et le Sommeil des Apôtres.
Ils finissent par dévider sur le socle en arêtes plus vives (cf. pleurant 17) tournant autour du pied droit de la Vierge qu'ils laissent dégagé.
La surface est à la fois lisse, sobre, rythmée et traduit remarquablement la souplesse du tissu. Ici pas le moindre jeu de motifs, de broderies sur les vêtements, aucun des effets d'arabesques que le XIVe siècle s'est plu à multiplier. Et partout « la lumière glisse sur ces surfaces planes sans s'accrocher et se perd pour laisser des zones d'ombre d'une rare délicatesse » (A. Erlande Brandeburg).

## Liste des œuvres

### majoritairement attribuées
- Le sommeil des apôtres (v. 1400), Bourges, musée du Berry (inv. 1891.24.1)[33]
- Vierge et l’Enfant (1408), église de Marcoussis.
- Tombeau du duc Jean de Berry (1404-16)
  - Gisant du duc, Bourges, cathédrale Saint-Étienne 2,15 m x 1,44 large x 15 centimètres
  - Pleurant voilé, cachant son visage derrière ses mains voilées, Bourges, musée du Berry (inv. 1836.5.1)[34]
  - Pleurant de trois quarts, Bourges, musée du Berry (inv. 1836.5.2)[35]
  - Pleurant, Saint-Pétersbourg, Musée de l'Ermitage (inv. H.CK.324)[36]
  - Pleurant avec capuchon rabattu, Paris, musée du Louvre, acquis en 2016 (inv. RF 2016-3-1)[37],[25]
  - Pleurant au rosaire, Paris, musée du Louvre, acquis en 2016 (inv. RF 2016-3-2)[38],[25]

### souvent attribuées
D'autres œuvres provenant de la Sainte-Chapelle de Bourges :
- Priants de Jean de Berry et de Jeanne, Bourges, cathédrale Saint-Étienne, crypte (provenant du porche de la Sainte-Chapelle)
- Les prophètes[39].
- Les têtes d'apôtre[40].
- Les têtes d'anges similaires présentes dans trois musées berrichons (Bourges, Châteauroux, Issoudun)[41].
- Le Christ emportant l'âme de sa mère au paradis, marbre, Paris, musée du Louvre, inv. R.F.981
- les statues de l'église paroissiale de Morogues : Saint Jean Baptiste, Homme de cour, La Vierge et L'Enfant.

mais aussi 
- la Tête d'homme provenant de Mehun-sur-Yèvre, Paris, musée du Louvre.

### autrefois attribuées
- Le groupe sculptural de Notre-Dame-la-Blanche, autrefois en la Sainte-Chapelle de Bourges, est aujourd'hui considéré comme datant de 1370 environ, et ainsi attribué à l'imagier du duc à cette époque : Jacques Collet.
  - Notre-Dame-la-blanche, Bourges, cathédrale Saint-Étienne
  - Les priants ducaux de Notre-Dame-la-blanche, Bourges, cathédrale Saint-Étienne
    - Tête originelle du duc, Bourges, musée du Berry (inv. D. 1891.8.1)[42]
    - Fragments du livre de prière, Bourges, musée du Berry (inv. D. 1968.4.30)[43]
- Tombeau de Du Guesclin (1397), Saint Denis[7]
- Tombeau de Philippe de Morvilliers, musée du Louvre[7]
- Vierge à l'Enfant, Notre-Dame du Marthuret, Riom (Puy-de-Dôme)